# コッセこういち
コッセこういち（1980年8月29日 - ）は、日本の俳優。本名は小瀬 浩一（こせ こういち）。神奈川県出身。血液型A型。
ドーモ所属。元吉本興業東京本社所属。劇団マカリスターの元メンバー。

## 人物
- 身長 175cm・体重 54kg。バスト 83cm・ウェスト 75cm・ヒップ 87cm。靴サイズ 27cm。
- 趣味 洋服のリメイク・ウインドウショッピング・読書。
- 特技 ダンス・裁縫。
- 好きなもの 運勢が良いの時の占い・ミシン。
- 好きな色 黒・白・茶、ポップな色。

## 出演

### 舞台
- 乙女少年団第一回公演『桃を抱く』(2003年12月)
- 乙女少年団第二回公演『桜飛び散る』(2004年2月)
- 乙女少年団第三回公演『バラ色の記憶 トゲ色の人生』(2004年5月)
- 乙女少年団第四回公演『ガーベラ』(2004年7月 - 9月)
- 乙女少年団第五回公演『愛の賛歌2004』(2004年11月)
- 乙女少年団第六回公演『アジアの花』(2005年3月)
- JDスター特別公演「新木場☆ストアハウス〜青い空に見えた夢〜」(2005年6月)
- 乙女少年団第七回公演『愛を伝えるのは三回までよ!』(2005年8月)
- 乙女少年団第八回公演『飛魚的走馬灯旋風〜フライングフィッシュ・メモリー〜』(2005年11月)
- 乙女少年団第九回公演『Waooo!!!キャンディーガール』(2006年2月)
- 乙女少年団第十回公演『オカマーズ7』(2006年4月)
- コッセこういちの『どーも、コッセです』(2006年6月)
- カリカコント＋「MEET'S」vol.1(2007年1月)
- カリカコント＋「MEET'S」vol.2(2007年6月)
- 劇団マカリスター旗揚げ公演『いいひとバスターズ』
- 劇団マカリスター第10回本公演『なんでそこまで』（2024年5月）[3]
- 舞台『鬼太郎誕生 ゲゲゲの謎』（2026年1月 - 2月〈予定〉）[4]

### 映画
- ネットシネマ探偵事務所5〜Season1〜4 第15話「青い鳥を探して」（2005年、萩生田宏治 監督作品）
- ハチミツとクローバー（2006年、アスミック・エース配給、高田雅博 監督作品）
- GOEMON（2009年、紀里谷和明 監督作品）
- 重力ピエロ（2009年、森淳一 監督作品）
- 商店街な人（2011年、東京都大田区地域力応援基金助成事業、高橋和勧監督・企画・プロデューサー・脚本）
- 喧嘩番長 劇場版〜一年戦争（2011年、東海林毅 監督作品）
- 新選組オブ・ザ・デッド（2015年、渡辺一志 監督作品）
- 満天の星の下で（2025年公開予定、日向寺雅人 監督作品）[5]

### テレビ
- あらびき団（TBS系、2009年1月、3月）

### ラジオ
- ROUGH DIAMOND（2004年10月 - 2008年3月、FM PORT）

### 広告
- ブテナロックVα（2015年3月）
- ドラゴンスラッシュ「果てしない欲望篇」[6]（2015年8月）

### 雑誌
- カーセンサー（2006年夏号、表紙）

### PV
- ライムサイエンティスト「お前やから」（2007年1月）
- SOFFet「2度目のファーストキス」（2007年2月）

### テレビドラマ
- 猟奇的な彼女（2008年4月 - 6月、TBS系） - 曽根雅史 役
- 世にも奇妙な物語 20周年スペシャル・春 〜人気番組競演編〜「ナデ様の指輪」（2010年、フジテレビ系） - AD佐藤 役
- 新参者（2010年4月 - 6月、TBS系） - 中村刑事 役[7]
- 美咲ナンバーワン!! 第1話「新米熱血教師はNo.1キャバクラ嬢!」（2011年1月12日、日本テレビ系）
- 恋愛検定 第3話（2012年6月17日、NHK BSプレミアム） - 小泉 役
- ホラー アクシデンタル 第4話「赤と黒」（2013年2月13日、フジテレビ系）
- REPLAY&DESTROY（2015年、MBS、TBS）
- 相棒season15 第10話「帰還」（2017年、テレビ朝日）- タカハシ 役
- 時代をつくった男 阿久悠物語（2017年8月26日、日本テレビ） - 三木たかし 役
- 仮面ライダーゼロワン 第26話・第27話（2020年3月8日 - 3月15日、テレビ朝日） - 京極大毅/スカウティングパンダレイダー（声） 役
- 美食探偵 明智五郎 第1話（2020年4月12日、日本テレビ） - 竹澤賢治 役
- リコカツ 第4話（2021年5月7日、TBS） - 編集者 役
- 逃亡医F 第3話（2022年1月29日、日本テレビ）- 結婚式場のボーイ 役
- おいハンサム!! 第4話（2022年1月29日、東海テレビ・フジテレビ）
- GO HOME〜警視庁身元不明人相談室〜 第4話（2024年8月3日、日本テレビ）
- アイシー〜瞬間記憶捜査・柊班〜 第6話（2025年2月26日、フジテレビ） - バーの店主 役[8]

### テレビアニメ
- 闇芝居 十五期（2025年7月13日 - 、テレビ東京）[9]